# Habib Bamogo
Habib Bamogo (* 8. Mai 1982 in Paris) ist ein ehemaliger Fußballspieler, der die Staatsangehörigkeiten Burkina Fasos und Frankreichs besitzt. Seit Sommer 2007 steht der Stürmer bei OGC Nizza unter Vertrag.

## Karriere

### Verein
Bamogos Karriere begann bei Paris Saint-Germain. Dort durchlief er zwischen 1993 und 1997 die Jugendabteilungen der Hauptstädter. Im Sommer 1997 wurde er für ein Jahr vereinslos. Ein Jahr später, im Juli 1998, sicherte sich HSC Montpellier die Dienste des Stürmers. Anfangs noch bei den Junioren, später bei der Reservemannschaft, konnte er sich in der Saison 2002/03 durchsetzen und absolvierte 33 Spiele und erzielte vier Tore. In der Folgesaison konnte er mit 16 Tore in 38 Spielen auf sich aufmerksam machen und die Spitzenteams der Ligue 1 bemühten sich um ihn. Den Zuschlag erhielt Olympique Marseille und Bamogo unterzeichnete im Sommer 2004 einen Vertrag bei den Südfranzosen. Nachdem er in der ersten Saison nur 5 Tore (30 Spiele) markieren konnte, entschloss man sich dort, ihn zur neuen Spielzeit zu verleihen. Ab dem 30. Juli 2005 schnürte er für 12 Monate die Schuhe für den FC Nantes. Doch auch dort brachte er es nur auf 4 Tore in 31 Spielen und enttäuschte. Wieder zurück in Marseille, entschied der Verein nach der Hinrunde (15 Spiele, 3 Tore), Bamogo zum wiederholten Mal auszuleihen. Neuer Arbeitgeber war der spanische Erstligist Celta Vigo, bei dem er bis zum Ablauf der Saison 14 mal auflief und nur ein Tor verbuchen konnte. Zur Saison 2007/08 kehrte er nach Frankreich zurück und wurde an den OGC Nizza ausgeliehen. Ein Jahr später, im Sommer 2008 wechselte Bamogo endgültig den Verein und unterzeichnete beim französischen Ligakonkurrenten. Dort gehörte er bereits im ersten Jahr zum Stammpersonal und absolvierte in seiner ersten Spielzeit 35 Partien für die Mittelmeerfranzosen. In der Folgezeit entwickelte er sich zum Publikumsliebling der Fans von OGC Nizza. 2009/10 war Bamogo oft nur noch Zuschauer bei den Spielen seines Teams. Seine Sturmkonkurrenten wie Loïc Rémy, Mamadou Bagayoko Mickaël Poté und Éric Mouloungui verdrängten den Angreifer zum Teil auf Stürmerposition vier und fünf. Nachdem Bamogo auch zum neuen Spieljahr nur unregelmäßig unter Neu-Trainer Éric Roy zum Einsatz gekommen war, entschied er sich in der Winterpause den Verein zu verlassen und unterzeichnete beim türkischen Klub Konyaspor. Seit September 2011 steht er beim griechischen Aufsteiger Panetolikos Agrinio unter Vertrag.

### Nationalmannschaft
Bamogo bestritt zwischen 2002 und 2003 Pflichtspiele für die französische U-21-Nationalmannschaft. Gemäß den Änderungen der FIFA-Statuten, die am 2. August 2009 in Kraft traten, erhielt er die Spielberechtigung für die Nationalmannschaft Burkina Fasos, da nachgewiesen wurde, dass Bamogo noch keinen Einsatz für die A-Nationalmannschaft Frankreichs absolviert hatte und das Tribunal de Grande Instance in Ouagadougou die burkinische Staatsangehörigkeit Bamogos bestätigte.
Am 11. Oktober kam Bamogo beim WM-Qualifikationsspiel gegen Guinea zu seinem ersten Länderspieleinsatz und -treffer für Burkina Faso. Kurz darauf wurde er von Nationaltrainer Paulo Duarte für die Afrikameisterschaft 2010 in Angola nominiert. Dort kam er in den zwei möglichen Spielen seines Teams zum Einsatz. Sein Debüt beim Afrika-Cup gab der Stürmer am 11. Januar 2010 gegen das Team der Elfenbeinküste, als er zur 62. Minute für Narcisse Yaméogo eingewechselt wurde.